# Relações entre Japão e Países Baixos
As relações japonesas-holandesas descreve as relações externas entre o Japão e os Países Baixos. As relações entre o Japão e os Países Baixos remontam a 1609, quando foram estabelecidas as primeiras relações comerciais formais.

## História

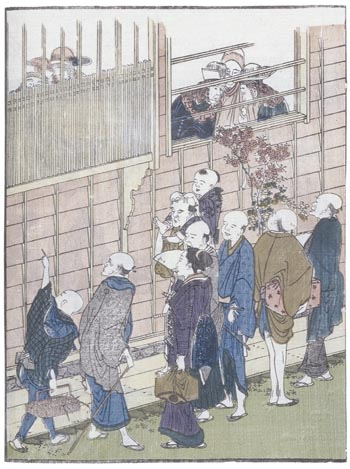
Japoneses curiosos observando holandeses em Nagasaki, na era Edo.

### Comércio medieval
Quando as relações comerciais formais foram estabelecidas em 1609, a pedido do inglês William Adams os holandeses receberam amplos direitos comerciais e estabeleceram um posto avançado comercial da Companhia das Índias Orientais Neerlandesas em Hirado. Eles trocavam mercadorias asiáticas exóticas, como especiarias, têxteis, porcelana e seda. Quando a revolta de Shimabara de 1637 aconteceu, na qual os japoneses cristãos iniciaram uma rebelião contra o xogunato Tokugawa, ela foi esmagada com a ajuda dos holandeses.  Como resultado, todas as nações cristãs que deram ajuda aos rebeldes foram expulsas, deixando os holandeses o único parceiro comercial do Ocidente. Entre as nações expulsas estava Portugal, que possuía um posto comercial no porto de Nagasaki , em uma ilha artificial chamada Dejima. Em uma ação do xogunato para afastar o comércio holandês do clã Hirado, todo o posto comercial holandês foi transferido para Dejima.

### Cooperação militar
Após a abertura forçada do Japão por Matthew C. Perry em 1854, decidiu-se modernizar a frota japonesa.  Para isso, foram feitos pedidos de navios de guerra modernos movidos a vapor. O primeiro deles foi o ZM SS Soembing, um presente do rei Guilherme III da Holanda, que foi renomeado como Kankō Maru .  Para treinar marinheiros japoneses no uso desses novos e poderosos navios, o Centro de Treinamento Naval de Nagasaki foi estabelecido literalmente logo na entrada de Dejima, para maximizar a interação com o know-how naval holandês. Entre os estudantes do Centro de Treinamento Naval de Nagasaki estava Enomoto Takeaki, um dos fundadores da Marinha Imperial Japonesa.

### Segunda Guerra Mundial

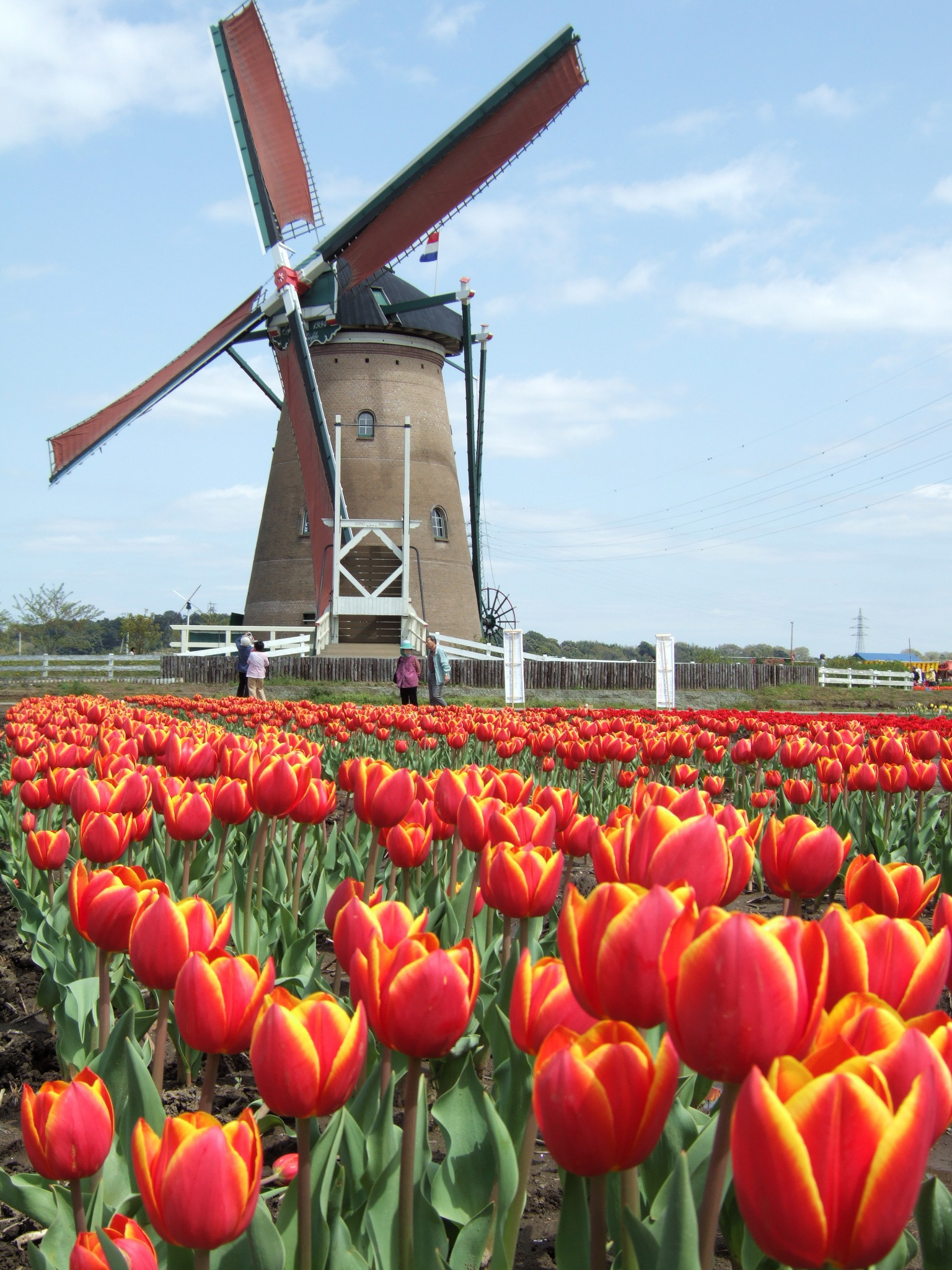
Uma réplica do moinho holandês do século XVIII fabricado na Holanda e depois montado nas margens do Lago Imba, perto de Sakura, Japão em 1994, nomeado em homenagem a 'The Love' (De Liefde), o primeiro navio holandês a chegar ao Japão em 1600. Também são notáveis as várias tulipas em primeiro plano.

### Relações nipo-holandesas no pós-guerra
As relações entre o Japão e a Holanda após 1945 foram uma relação triangular. A invasão e ocupação das Índias Orientais Holandesas durante a Segunda Guerra Mundial provocou a destruição do estado colonial na Indonésia, pois os japoneses removeram o máximo de governo holandês que puderam, enfraquecendo o domínio pós-guerra que a Holanda tinha sobre o território. Sob pressão diplomática dos Estados Unidos, a Holanda reconheceu a soberania indonésia em 1949.
Em 8 de outubro de 1971, o imperador Hirohito desembarcou na Holanda para uma visita de estado. A visita foi controversa por causa dos problemas da Segunda Guerra Mundial, e sua delegação teve que ser protegida dos manifestantes. Bandeiras japonesas foram queimadas por ativistas radicais de extrema-esquerda da Juventude Vermelha em frente à mídia e um alerta de bomba foi relatado quando a embaixada japonesa foi ameaçada. A imprensa japonesa reagiu furiosamente à recepção. Após a visita, o governo holandês pediu desculpas repetidamente ao Japão, e o clima no Japão se tornou positivo quando Hirohito considerou a visita como um "sucesso".
Em 24 de agosto de 2009, a Holanda lançou uma moeda comemorativa de 5 euros para comemorar 400 anos de relações.

## Educação

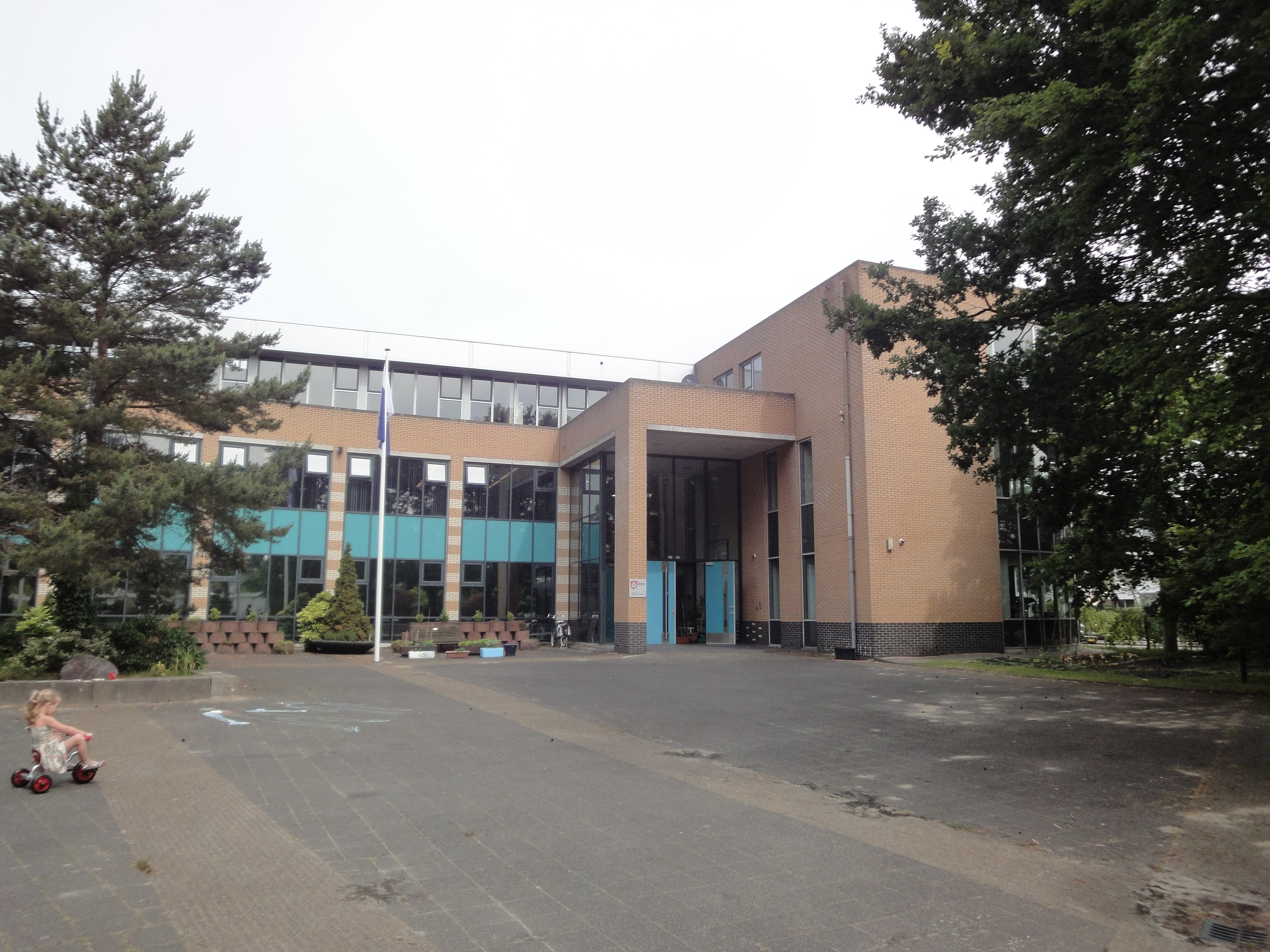
A Escola Japonesa de Roterdão.

Amsterdã possui uma escola japonesa de ensino médio, a Escola Japonesa de Amsterdã. Há também a escola japonesa de Roterdão.
As escolas complementares japonesas de sábado na Holanda incluem a escola japonesa de sábado Amsterdã, a escola japonesa de sábado Den Haag-Rotterdam em Roterdã, a escola japonesa de Tilburgo, Stichting e a escola suplementar japonesa de Stichting Maastricht. A escola de Maastricht foi fundada em 1992 como uma consequência da Escola Internacional de Joppenhoff. Começou com 15 alunos e cresceu até 30, mas declinou em conjunto com a economia e, a partir de 2004, matriculou apenas 20 alunos. A Escola de Sábado de Haia e Roterdã foi formada em 1996 a partir de uma fusão das duas escolas japonesas separadas de sábado dessas cidades.